# David Saavedra
David "Saavedra" (Pontevedra, Galicia; 16 de julio de 1981) es un autor, un militar de las Fuerzas Armadas de España y un exmiembro de diversos grupos neonazis, nacionalsocialistas y nacionalistas, que ha colaborado en múltiples programas de televisión y ha salido en el pódcast del youtuber Jordi Wild.

## Trayectoria en grupos neonazis

### Inicios
A los 15 años, David se interesó por la Segunda Guerra Mundial y por el mundo NS, y fue ahí cuando se empezó a radicalizar, también comenzó a entrar en chats y foros de extrema derecha.
A los 16 años, David pensaba que todo era una “conspiración de los poderes judíos” y que su misión era luchar contra ellos.

### Resistencia Aria
Formó parte del grupo gallego Resistencia Aria (no debe confundirse con la organización estadounidense Resistencia Aria Blanca). 
David ayudó a crear el sitio web más visitado por las personas de ideología nacionalsocialista y neonazi en España. El diario La Voz de Galicia dedicó un artículo a este pequeño grupo en el que afirmaba que era una organización muy peligrosa con vínculos con el Ku Klux Klan estadounidense, y que se financiaba con dinero procedente del tráfico de armas, esta información falsa no hizo más que darle a David más razones para aumentar su negacionismo y radicalismo.

### Alianza Nacional
David se afilió en 2012 al partido Alianza Nacional, el único partido en España que se definía como nacionalsocialista (NS) y que estaba motivado por las ideas del partido griego Amanecer Dorado.
Mientras David militaba en el partido, planeó junto con otros miembros de la organización atacar al presidente del partido Alianza Nacional, el abogado Pedro Pablo Peña, líder de AN, al que culpaban del fracaso de sus ideas y de los pobres resultados electorales de la organización en general.
Durante su estancia en el partido Alianza Nacional creó la coalición electoral "La España en Marcha" (LEM).
David era el jefe de propaganda del partido y era el encargado de diseñar las campañas electorales.

## Proceso de abandono de las ideas neonazis y vida actual
Comenzó a dejar las ideas neonazis al abandonar Alianza Nacional después de haber conocido a un hombre llamado Miguel, al que había confundido con un neonazi en un foro. Al cabo de varios meses hablando ese hombre le envió una adaptación de El capital del judío Karl Marx. Lo leyó y afloró en él espíritu crítico, lo que provocó que comenzara a pensar acerca de sus ideas. Fue ahí cuando comenzó a distanciarse de esos círculos ideológicos.
En la actualidad su actividad se centra en dar entrevistas y charlas en colegios en institutos para evitar que otros jóvenes caigan en movimientos radicales de cualquier tipo.
En 2022 fue invitado al pódcast de Jordi Wild The Wild Project, espacio en el que relató su vida y afirmó encontrarse en estado de bienestar, pese a las muchas vicisitudes que le ocurrieron con quienes fueron sus camaradas de militancia. En el segundo episodio, acaecido al año siguiente, detalló entre otras cuestiones su experiencia en una entrevista anterior con Jordi Évole, a su juicio, sesgada en su contra.

## Libro
En su proceso de salida de la ideología neonazi comenzó a escribir su libro que publicó cuatro años después.
- Memorias de un exnazi: veinte años en la extrema derecha española (2021)
- Después de Sury (en proceso).